# Gorzycko
Gorzycko [pronunciación en polaco: /ɡɔˈʐɨt͡skɔ/] (en alemán: Alt Görtzig) es un pueblo ubicado en el distrito administrativo de Gmina Międzychód, dentro del Distrito de Międzychód, Voivodato de Gran Polonia, en el oeste de Polonia central. Se encuentra aproximadamente a 5 kilómetros al suroeste de Międzychód y a 75 kilómetros al oeste de la capital regional Poznań.